# Ragnwei Axellie
Ragnwei Axellie, född 1943, är en svensk författare, dramatiker och konstnär.

## Musikverk
- Ett litet blad som grönskar (2006). Musik av Mattias Ekström Koij.[12]
- Påskoratorium för recitation, solister, blandad kör, orkester och orgel (2007). Musik av Roland Forsberg.[13]
- Thomas Cervin: En ängel hälsar till jordens barn. Dikter i tonsättning av Thomas Cervin. Häfte med texter och konstverk av Ragnwei Axellie. Twilight Records TRCD 182 (2018).

### Psalmer
- "Här vid stranden"[1]